# Ébrié-Lagune
| Daten          | Daten                              |
| -------------- | ---------------------------------- |
| Name:          | Ébrié-Lagune                       |
|                |                                    |
| Lage:          | Elfenbeinküste                     |
| Koordinaten:   | 5° 16′ 19″ N, 4° 20′ 21″ W         |
| Zuflüsse:      | Agnébi, Mé, Comoé, Banco           |
| Abfluss:       | Vridi-Kanal --> Golf von Guinea    |
| Wasserspiegel: | 0 m                                |
| Länge:         | 140 km                             |
| Breite:        | 10 km                              |
| Städte:        | Abidjan, Bingerville, Grand-Bassam |

Die Ébrié-Lagune ist eine Lagune an der Atlantikküste in Westafrika.

## Beschreibung

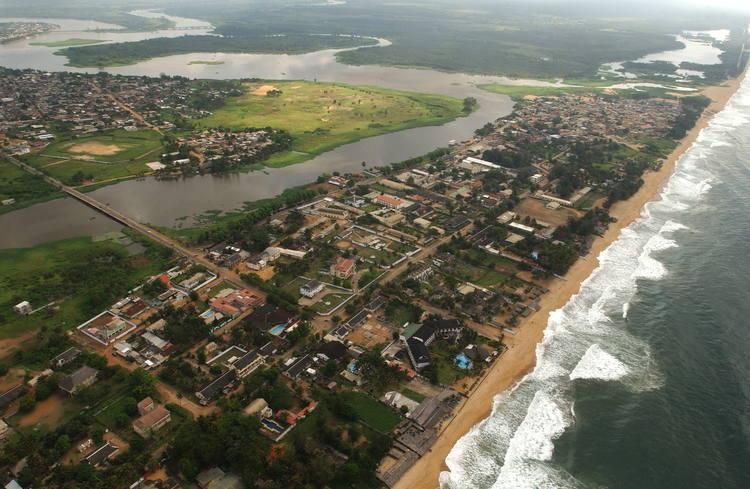
Die Mündung des Comoé (oben links) in das Lagunensystem bei Grand Bassam

Sie liegt an der Elfenbeinküste im Osten des gleichnamigen Landes. Mit dem Golf von Guinea ist sie seit 1950 durch den Vridi-Kanal verbunden, was den Hafen von Abidjan zu einem Hochseehafen aufwertete. Sie wird von den Flüssen Agnébi, Mé und Comoé gespeist.
Die Städte der Agglomeration Abidjan, welche durch eine Eisenbahn- und zwei Straßenbrücken verbunden sind, befinden sich beidseits der Ébrié-Lagune. Auch die Städte Bingerville, Jacqueville, Tiagba und Grand-Bassam befinden sich an der Lagune, wobei in letzterer sich die Altstadt auf dem Landstreifen zwischen Lagune und Meer erstreckt.